# 前卫村
前卫村位于上海市崇明区竖新镇，占地3671亩，居民近300户，是全国特色景观旅游名村和国家4A级旅游景区。

## 简介
前卫村自1999年起发展农家乐，以生态旅游为特色，主要旅游资源有农业旅游、民族风情、科普文化、休闲度假等，时任中共中央总书记、国家主席胡锦涛曾于2004年造访前卫村。